# 孫志剛
孫 志剛（そん しごう、1954年5月 - ）は、中華人民共和国の官僚、政治家。河南省滎陽市出身。現職は貴州省人大常委会主任。元中国共産党貴州省委員会書記。第19回中国共産党中央委員。

## 経歴
1954年5月、河南省滎陽市で生まれる。1971年2月、文化大革命の影響を受け、17歳の孫志剛は農村に行って働いた。1973年9月、彼は武漢鋼鉄学院冶金学部（現在の武漢科技大学）の製鋼学科の勉強に入りました。1976年9月、大学を卒業した後、孫志剛は学校で教鞭を取った。1976年9月に中国共産党に加入しました。1979年9月から1980年7月まで中南鉱冶学院企業管理研修班で勉強しています。1983年9月、上海財経学院工業にて修士（経済学科）号を取得。
1985年4月に武漢市人民政府に入社し、経済委員会副主任を担当した。1992年9月、武漢市漢陽区委副書記、代区長、区長に就任。1993年3月、武漢市人民政府副市長に就任。1997年7月、武漢大学にて政治経済学博士課程修了。1996年8月、同省宜昌市党委員会副書記、市長に転出。1999年3月、宜昌市党委員会書記、宜昌軍分区党委第一書記に昇格。2002年4月、宜昌市人大常委会主任を兼務。2002年6月、第8回中国共産党湖北省委員会第1回会議で、48歳の孫志剛が湖北省党委員会常務委員に選ばれ、副部級を昇進しました。9月には湖北省委員会秘書長、省直機関工委書記を兼務する。
2006年9月、安徽省に移り、安徽省人民政府常務副省長兼同省党委員会常務委員に就任。
2010年12月、中央に移り、中華人民共和国国家発展改革委員会副主任（次官）兼国務院深化医薬衛生体制改革領導小組弁公室主任に就任。2013年3月、中華人民共和国国家衛生与計画生育委員会副主任、党組副書記に転任。
2015年10月16日、党務に転じて貴州省に赴任し、貴州省党委員会副書記に就任した。2016年1月30日、貴州省人民政府省長に当選した。2017年7月15日、陳敏爾の後任として、貴州省党委員会書記に任命された。2018年1月30日、貴州省第13回人民代表大会の第1回会議は孫志剛氏を貴州省人民代表大会常務委員会主任に選出した。
2023年8月28日、法律と規律違反の疑いで取り調べを受けたことが明らかにされた。
2024年10月29日、天津市の中級人民法院は、収賄罪に問われた孫に執行猶予2年付きの死刑判決を言い渡した。猶予期間経過後は無期懲役とし、減刑してはならないとした。